# 长湖乡 (岳阳县)
长湖乡，位于湖南省岳阳市岳阳县正南部，乡人民政府驻岳阳县长湖。
长湖乡交通便捷，107国道、京珠高速公路纵贯全乡。境内林业资源丰富，产业以养殖为主。

## 沿革
- 民国时期，属凌云乡与自强乡。
- 1949年，为金洲乡与断塘乡。
- 1958年，分隶黄沙街公社与十步桥公社。
- 1961年，为金洲公社（后改荆洲公社）与白羊公社。
- 1984年，荆洲乡与白羊乡。
- 1995年，两乡合并为长湖乡。

## 行政区划
长湖乡辖31个自然村。
大仙村、光荣村、邓宗村、长湖村、新桥村、魏庆村、龙头村、松山村、自强村、湖头村、段塘村、白羊村、新许村、旱坪村、断潘村、义门村、凌云村、民主村、燎原村、宏图村、三红村、双联村、胡山村、三友村、长征村、三炉村、京广村、高家村、农科村、范家村和天龙村。